# 9e cérémonie des New York Film Critics Online Awards
La 9e cérémonie des New York Film Critics Online Awards, décernés par la New York Film Critics Online, a eu lieu le 13 décembre 2009, et a récompensé les films réalisés dans l'année.

## Palmarès

### Top 10
(Par ordre alphabétique)
- Adventureland
- Avatar
- Fantastic Mr. Fox
- Démineurs (The Hurt Locker)
- Inglourious Basterds
- The Messenger
- Precious (Precious: Based on the Novel "Push" by Sapphire)
- A Serious Man
- Two Lovers
- Là-haut (Up)
- In the Air (Up in the Air)

### Catégories
- Meilleur film :
  - Avatar
- Meilleur réalisateur :
  - Kathryn Bigelow pour Démineurs (The Hurt Locker)
- Meilleur acteur :
  - Jeff Bridges pour le rôle de Bad Blake dans Crazy Heart
- Meilleure actrice :
  - Meryl Streep pour le rôle de Julia Child dans Julie et Julia (Julie and Julia)
- Meilleur acteur dans un second rôle :
  - Christoph Waltz pour le rôle du colonel Hans Landa dans Inglourious Basterds
- Meilleure actrice dans un second rôle :
  - Mo'Nique pour le rôle de Mary dans Precious (Precious: Based on the Novel "Push" by Sapphire)
- Meilleure distribution :
  - In the Loop
- Révélation de l'année :
  - Christoph Waltz – Inglourious Basterds
- Meilleur premier film :
  - Marc Webb pour (500) jours ensemble ((500) Days of Summer)
- Meilleur scénario :
  - Inglourious Basterds – Quentin Tarantino
- Meilleure photographie :
  - Inglourious Basterds – Robert Richardson
- Meilleure musique de film :
  - Crazy Heart – Steve Bruton, T-Bone Burnett et Jeffrey Pollack
- Meilleur film en langue étrangère :
  - Le Ruban blanc (Die Weiße Band) •  Allemagne
- Meilleur film d'animation :
  - Là-haut (Up)
- Meilleur film documentaire :
  - The Cove